# وولودارسکویه (شهرستان بوزدیاکسکی، باشقیرستان)
وولودارسکویه (انگلیسی: Volodarskoye, Republic of Bashkortostan) یک شهرک در شهرستان بوزدیاکسکی باشقیرستان کشور روسیه است.